# Мур, Жаклин
Жаклин Делойс Мур (англ. Jaqueline DeLois Moore), род. 6 января 1964, Даллас, США) — американская женщина-рестлер, выступавшая в WWE, World Championship Wrestling и Total Nonstop Action Wrestling. Член Зала славы WWE с 2016 года.

## Карьера в реслинге

### Начало карьеры (1988—1991)
Начала заниматься реслингом в родном Далласе. Тренировалась в зале у Скандора Акбара. Дебютировала в реслинге в 1988 году в World Class Championship Wrestling под прозвищем «Сладкая Джорджия Браун».

### United States Wrestling Association (1991—1996)
Перешла в United States Wrestling Association, где выступала под прозвищем «Мисс Техас». В 1992 году стала чемпионом USWA Women's Championship. В 1994 году выиграла женский титул в Universal Wrestling Federation.

### World Championship Wrestling (1997—1998)
Подписала контракт с World Championship Wrestling.
Стала менеджером Гарлема Хита.

### World Wrestling Entertainment (1998—2004)
Перешла в WWE. В сентябре 1998 года победила Сэйбл и стала чемпионом WWE среди женщин. В феврале 2000 года во второй раз завоевала женский титул WWE, победив Харви Уипплмана. В мае 2004 года победила Чаво Герреро и стала чемпионом WWE в 1-м тяжёлом весе.

### Total Nonstop Action Wrestling (2004—2013)
Присоединилась к Total Nonstop Action Wrestling.

## В реслинге

### Менеджеры
- Букер Ти
- Кевин Салливан[англ.]
- Стиви Рей[англ.]
- Марк Меро[англ.]
- Шон Стасиак[англ.]
- Брэдшоу
- Фарук
- Джеймс Шторм[англ.]
- Бобби Руд

### Группировки и команды
- Militia (SMW, 1995): Джим Корнетт, The Punisher[англ.], Бадди Ландел[англ.], Терри Горди[англ.], Томми Рич[англ.], Эл Сноу, Unabomb.
- Pretty Mean Sisters (WWE, 1998—1999): Райан Шэмрок[англ.], Терри Раннелс.

### Прозвища
- «Гордость Теннесси»

## Титулы и достижения
- Independent Association of Wrestling
  - чемпионка мира IAW среди женщин (1 раз)
- United States Wrestling Association
  - чемпионка мира USWA среди женщин (15 раз)
- Universal Wrestling Federation
  - чемпионка мира UWF среди женщин (1 раз)
- World Wrestling Federation/Entertainment
  - чемпионка мира WWE среди женщин (2 раза)
  - чемпионка мира в 1-м тяжёлом весе WWE (1 раз)
  - В 2016 году включена в Зал Славы WWE[6].

## В компьютерных играх
Появлялась в восьми компьютерных играх WWE: WCW Nitro, WWF Attitude, WWF WrestleMania 2000, WWF SmackDown! 2: Know Your Role, WWF No Mercy, WWE WrestleMania X8, WWE Raw 2 и WWE 2K17.